# Taenga
Taenga és un atol de les Tuamotu, a la Polinèsia Francesa. Administrativament és una comuna associada a la comuna de Makemo. Està situat a 27 km al nord-oest de Nihiru i a 670 km al nord-est de Tahití.

## Geografia
Té una superfície emergida és de 20 km². La llacuna interior, de 169 km², té un pas navegable anomenat Tiritepakau.
La vila principal és Henuparea. La població total és de 115 habitants (cens del 2002), que viuen principalment de la piscicultura. També hi ha algunes granges de perles. No disposa de gairebé cap infraestructura.

## Història
Va ser descobert pels anglesos John Buyers i John Turnbull del Margaret, el 1803. El van anomenar Holt. El 1820, Bellingshausen l'anomenava Yermaloff.